# Jaj, Borzas Brumi Brancs!
A Jaj, Borzas Brumi Brancs! vagy Segítség! Ez a Borzas Brumi Brancs! (eredeti cím: Help!… It’s the Hair Bear Bunch!) 1971-ben bemutatott amerikai rajzfilmsorozat. A műsor alkotói Joe Ruby és Ken Spears, az epizódokat pedig William Hanna és Joseph Barbera rendezte. A történet három medvéről szól, akik rendszeresen kilógnak az otthonukat adó állatkertből. Az eredeti szinkronhangok közt megtalálható Daws Butler, Paul Winchell, William Callaway, John Stephenson és Joe E. Ross.
A sorozatot az Amerikai Egyesült Államokban a CBS adta 1971. szeptember 11. és 1972. január 8. között, Magyarországon először a TV2 mutatta be a TV2 Matiné című műsorblokkjában, később pedig a Boomerang is műsorra tűzte.

## Cselekmény
A műsor a címszereplő Borzas Brumi Brancsról szól, ami három medvekuzinból áll. Ők a Wonderland Zoo állatkertben élnek, ám rendszerint kiszöknek az állatkertből, hogy kiélvezhessék a kinti világ dolgait. A gondozó Mr. Peevly és asszisztense, Lionel Botch mindig igyekszik elkapni és visszazárni őket, ám a három medve mindig azelőtt visszatér a ketrecébe, mielőtt ez sikerülne. Visszatérő poén a sorozatban, hogy a sorozatban szereplő szinte összes medve angol neve rímel a "bear" ("medve") szóval.

## Szereplők
| Szereplő                   | Eredeti hang    | Magyar hang      |
| -------------------------- | --------------- | ---------------- |
| Hair Bear "Borzas"         | Daws Butler     | Kerekes József   |
| Banán, a gorilla           | Daws Butler     | ?                |
| Bubi Bear                  | Paul Winchell   | Fekete Zoltán    |
| Square Bear                | Bill Callaway   | Kassai Károly    |
| Mr. Peevly                 | John Stephenson | Sebestyén András |
| Az állatkert főfelügyelője | John Stephenson | Kristóf Tibor    |
| Lionel Botch               | Joe E. Ross     | Borbiczki Ferenc |

## Epizódok
| #  | Magyar cím                           | Eredeti cím                          |
| -- | ------------------------------------ | ------------------------------------ |
|    |                                      |                                      |
| 01 | Gondoskodj a gondozódról             | Keep the Keeper                      |
|    |                                      |                                      |
| 02 | Fura mackó fiaskó                    | Rare Bear Bungle                     |
|    |                                      |                                      |
| 03 | Rombol a tombola                     | Raffle Ruckus                        |
|    |                                      |                                      |
| 04 | Borzas lefújt lagzija                | Bridal Boo Boo                       |
|    |                                      |                                      |
| 05 | Mindenütt jó, de legjobb otthon      | No Space Like Home                   |
|    |                                      |                                      |
| 06 | Szerelmi gikszer                     | Love Bug Bungle                      |
|    |                                      |                                      |
| 07 | Úgy is ketrecbe duglak!              | I’ll Zoo You Later                   |
|    |                                      |                                      |
| 08 | Bárka-móka                           | Ark Lark                             |
|    |                                      |                                      |
| 09 | Gabaloon-galiba                      | Gobs of Gobaloons                    |
|    |                                      |                                      |
| 10 | Panda hajsza kalamajka               | Panda Pandemonium                    |
|    |                                      |                                      |
| 11 | Zártláncú tévérendszer               | Closed Circuit TV                    |
|    |                                      |                                      |
| 12 | Az ágyra járó mackó                  | The Bear Who Came to Dinner          |
|    |                                      |                                      |
| 13 | Hiába prémes, mégiscsak Zsémbes      | Unbearably Peevly                    |
|    |                                      |                                      |
| 14 | Aranyfürt kalandjai a három medvével | Goldilocks and the Three Bears       |
|    |                                      |                                      |
| 15 | Fogyókúra tortúra                    | The Diet Caper                       |
|    |                                      |                                      |
| 16 | Kling Klong kontra Maszkos Melák     | Kling Klong versus The Masked Marvel |